# Hermann Schievelbein

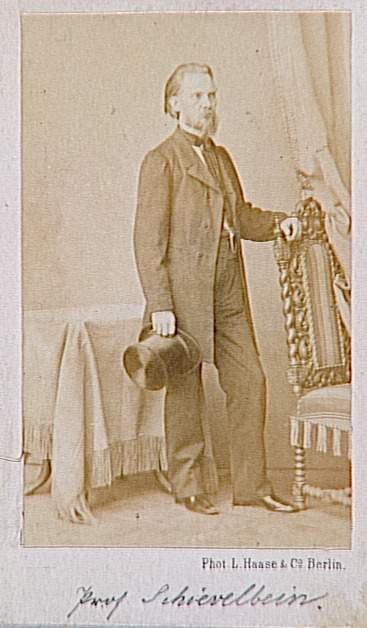
Hermann Schievelbein

Friedrich Anton Hermann Schievelbein, född 18 november 1817 i Berlin, död 6 maj 1867 där, var en tysk skulptör.
Hermann Schievelbein studerade vid Preussiska konstakademien i Berlin och blev professor där 1859. Han utförde monumentala och dekorativa bildverk på Schlossbrücke (Athena), i Berlins slott och i Nationalgalleriet i Berlin, samt apostlastatyer utanför Helsingfors domkyrka.